# 9io9
ASW0009io9 (9io9) è un sistema a lente gravitazionale  di due galassie nella costellazione della Balena.
La galassia più vicina è a circa 2 miliardi di anni luce (610 Mpc) dalla Terra ed è identificata SDSS J020941.27+001558.4, mentre la galassia resa visibile dalla "lente" è distante 10 miliardi di anni luce (3,1 Gpc) ed è identificata ASW0009io9 (abbreviata in 9io9). La coppia è stata scoperta nel gennaio 2014 da un gruppo di cittadini-scienziati che stavano classificando immagini galattiche sul sito Spacewarps.org. La scoperta venne annunciata nel programma televisivo della BBC Stargazing Live.

## Denominazione
Il Daily Mail battezzò erroneamente la galassia: 9Spitch e diffuse la notizia che l'unico scopritore fosse tale Chetnik. Il termine 9Spitch deriva dallo pseudonimo che era stato scelto per lavorare sul sito da Zbigniew "Zbish" Chetnik, ma il produttore della BBC fraintese anche il nickname. Chetnik non è stato l'unico a scoprire questo oggetto celeste. La galassia venne dapprima classificata sul sito web da volontari, tra cui Chetnik, e quindi seguita da astronomi con telescopi professionali; questi ultimi la ribattezzarono Red Radio Ring (RRR) o 9io9 codice identificativo datole sul sito "Space Warps". SIMBAD e NED riportano ASW0009io9 come uno dei nomi ufficiali. Il nome 9io9 è il nome ufficiale di questa galassia.

## Osservazioni
Il Red Radio Ring (RRR) è stato scoperto da quattro gruppi indipendenti, incluso il progetto "Space Warps", utilizzando immagini del profondo cielo fornite dal Canada–France–Hawaii Telescope, e incrociandole con immagini a 350 µm dallo Herschel Space Observatory-SPIRE e dall'Osservatorio orbitale Planck atte a identificare galassie fortemente deformate e ricche di polveri, con rilevante formazione stellare (DSFG), da seguire con il Large Millimeter Telescope; inoltre vennero utilizzate immagini Herschel-SPIRE da 500 µm dedicate alla ricerca di DSFG fortemente distorte. Si giunse infine a identificare 9io9 come il DSFG con la distorsione gravitazionale maggiore nelle mappe a 278 GHz dell'Atacama Cosmology Telescope (ACT) e al suo follow-up con il Green Bank Telescope.
La galassia è stata studiata con il Large Millimeter Telescope, che ha rilevato monossido di carbonio nella galassia distorta (G2), e con il telescopio Subaru, che ha rilevato diverse linee spettroscopiche associate alla formazione stellare nella galassia "lente". Questo studio suggerisce un elevato tasso di formazione stellare (circa 2500 Mʘ anno −1) equivalente a circa mille volte il tasso di formazione stellare della via Lattea . La ricostruzione della sorgente suggerisce un nucleo compatto e una regione estesa, forse indicativa di un getto o lobo proveniente da un nucleo galattico attivo (AGN). La galassia potrebbe trovarsi al centro di un grande gruppo di galassie o ammasso, e probabilmente si evolverà in una massiccia galassia ellittica.
Le osservazioni con il Northern Extended Millimeter Array (NOEMA) e la ricostruzione dettagliata della galassia 'distorta' suggeriscono un disco rotante di gas di circa 3-chiloparsec (9 800 al) di diametro. 

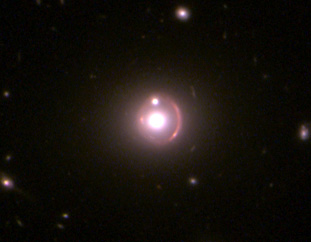
9io9 ripresa dal Telescopio Spaziale Hubble

9io9è stato osservato con le antenne da 12 metri dell'Atacama Large Millimeter Array (ALMA) nel dicembre 2017 come parte del progetto 2017.1.00814.S. I dati hanno rivelato la presenza di carbonio atomico e monossido di carbonio come traccianti della formazione stellare. È stato stimato che il tasso totale di formazione stellare dell'anello molecolare sia di circa 2800 M⊙ anno−1. ALMA ha anche rilevato il radicale cianogeno che si muoverebbe a una velocità doppia rispetto alla rotazione dell'anello molecolare, con una velocità radiale di 680 km s−1. Ciò viene spiegato come una possibile interazione tra il materiale in uscita dall'AGN e il materiale interstellare.
Harrington et al. (2019) riportano quattro rilevamenti indipendenti del Red Radio Ring, incluso il rilevamento con "Space Warps". Nel loro articolo riferiscono nuove osservazioni dell'Atacama Pathfinder Experiment (APEX), rendendo noto il rilevamento di azoto [N II] a 205 µm. La struttura della velocità dell'azoto appare simile a quella del monossido di carbonio, e hanno concluso che queste due molecole condividano lo stesso volume. Il rapporto tra la luminosità dell'azoto e la luminosità infrarossa sembra assomigliare più a quello di una normale galassia con formazione stellare che a quello di una galassia con formazione stellare influenzata da un quasar.

## Campo magnetico
Nel 2023 le osservazioni con ALMA hanno contribuito a rilevare un campo magnetico per 9io9, il campo magnetico più lontano mai rilevato al momento della scoperta. Il campo è mille volte più debole del campo magnetico terrestre, ma si estende per 16.000 anni luce. È stata misurata un'intensità di campo di circa 500 μG e i campi magnetici sono orientati parallelamente al disco di gas della galassia.